# Tines de Juan Arnau e Hijo
Les Tines de Juan Arnau e Hijo són unes tines del municipi del Pont de Vilomara i Rocafort (Bages) protegida com a bé cultural d'interès local. La construcció se situa pròxima a la font de l'Àlber. Aquesta construcció consta de dues tines i una barraca.

## Descripció
Les dues tines formen un sol cos de planta rectangular. La part inferior dels murs, corresponents a la zona dels dipòsits, es van construir amb pedra amorterada i la part superior, amb pedra seca. Per accedir a les tines existeix una porta comuna que ha perdut la llinda. Sobre els murs s'estén el voladís i finalment la coberta amb pendent a una aigua. La construcció de la coberta és feta amb troncs com a bigues i al damunt hi ha lloses de pedra recobertes amb sorra i pedruscall.
Els dos dipòsits són de planta rectangular. Els brocs de les tines es troben a l'interior de la barraca de la mateixa construcció. A la part superior dels murs hi ha tres finestres, una per a cada parament. L'estat de conservació general és força bo, tot i que la part central de la coberta s'ha esfondrat.
La barraca auxiliar és de forma gairebé rectangular i té una segona cambra adossada. Els murs es van construir amb pedra seca i la coberta és feta amb el mètode d'aproximació de filades. L'entrada està formada per dos muntants verticals i monolítics sobre els quals es recolzen dues llindes. Hi trobem la inscripció "OBRA HECHA DE JUAN ARNAU EIJO - 1911". A la porta de fusta folrada amb xapa posa "JUAN ARNAU E HIJO- 1911". Al parament sud hi ha una finestra. Al seu interior hi ha tres amagatalls, una llar de foc, una menjadora i un banc de pedra. Els dos brocs són a la cambra menor. El seu estat de conservació és força bo.